# Трейдер Горн (фільм, 1931)
Трейдер Горн (англ. Trader Horn) — американська пригодницька мелодрама режисера В. С. Ван Дайка 1931 року.

## Сюжет
Трейдер Горн і Перу відправилися в сафарі по незвіданих районах Африки, де знайшли вбиту тубільцями місіонерку Едіт Трент. Вони вирішили продовжити пошуки її дочки Ніни. Вона стала королевою особливо дикого племені. Горн і Перу знайшли її й спробували повернути до цивілізації.

## У ролях
- Гаррі Кері — Алойзіус «Трейдер» Горн
- Едвіна Бут — Ніна Трент, Біла Богиня
- Дункан Ренальдо — Перу
- Олів Кері — Едіт Трент
- Боб Кортман
- С. Обрі Сміт — Сент-Клер